# Impatiens gammiei
Impatiens gammiei är en balsaminväxtart som beskrevs av Joseph Dalton Hooker. Impatiens gammiei ingår i släktet balsaminer, och familjen balsaminväxter. Inga underarter finns listade i Catalogue of Life.